# Gökhan Karadeniz
Pour les articles homonymes, voir Karadeniz.
Gökhan Karadeniz, né le 2 mai 1990 à Bursa en Turquie, est un footballeur turc, qui évolue au poste d'ailier avec le club d'Samsunspor.

## Biographie
Karadeniz commence sa carrière avec le club d'Hatayspor en 2010, mais ne parvient à s'imposer et rejoint alors le Bursa Nilüferspor la saison suivante. Évoluant en quatrième division, le joueur réalise une efficace saison 2011-2012 en marquant dix-neuf buts. Karadeniz est par la suite prêté au Aydınspor en 2013.
Arrivé au Altınordu FK pour la saison 2013-2014, il est sacré meilleur buteur avec vingt-sept réalisations en troisième division et contribue au sacre du club. Karadeniz attire naturellement la convoitise et signe au Trabzonspor en 2014. Néanmoins, il ne joue qu'un match de Süperlig, avant d'être prêté à l'Antalyaspor. Karadeniz y marque huit buts en 1. Lig et voit le club remonter en première division grâce aux plays-off.
Karadeniz s'engage en faveur du Göztepe SK en 2015. Après une première saison satisfaisante sur le plan individuel, il commence difficilement l'exercice 2016-2017 et se voit alors prêté au Bandırmaspor pour le reste de la saison au mercato hivernal. Karadeniz signe au BB Erzurumspor lors de l'été 2017. Malgré des statistiques en demi-teinte, il contribue à la première montée du club dans l'élite turque. Cependant, l'ailier revient à l'Hatayspor en 2018, qui évolue en 1. Lig.

## Palmarès

### En club
Altınordu FK
- 2. Lig
  - Vainqueur en 2014.

### Individuel
Altınordu FK
- Meilleur buteur de 2. Lig en 2014.